# Excedencia laboral
Se denomina excedencia laboral, a la decisión que toma un trabajador de cesar su relación con una empresa durante un período en el cual se va a dedicar a otras tareas, incluso podrá trabajar en otra empresa si lo desea.

## Tipos de excedencias

### Excedencia voluntaria
- Cuidado de hijos. La excedencia voluntaria se concede para el cuidado de hijos en los casos de nacimiento, adopción o acogimiento de un menor. La duración máxima de la excedencia es de tres años. Esta excedencia computa a efectos de antigüedad, cotizaciones y asistencia a cursos de formación. El reingreso está garantizado durante el primer año en el mismo puesto de trabajo, y luego en otro de categoría equivalente. Algunos convenios mejoran las condiciones y prevén la reincorporación automática en los tres primeros años.[2]

- Cuidado de familiares. Se concede excedencia para el cuidado de familiares en los casos de incapacidad o enfermedad grave de familiar hasta segundo grado. La duración máxima es de dos años y el periodo computa a efectos de antigüedad y asistencia a cursos de formación. Durante el primer año existe reserva de su puesto de trabajo; más adelante, la reserva se refiere a un puesto similar.[3]

- Por intereses particulares. Se concede con al menos un año de antigüedad, y no haber disfrutado de otra excedencia en los cuatro años previos. La duración de la excedencia es por un mínimo de cuatro meses y un máximo de cinco años. Este tipo de excedencia no computa a efectos de antigüedad, cotizaciones o prestaciones sociales. En caso de vacante de igual o similar categoría, el trabajador excedente tiene un derecho preferencial a ocuparlo.

### Excedencia forzosa
- Para el ejercicio de cargos públicos y sindicales. Esta excedencia se concede para poder ejercer funciones sindicales de ámbito provincial o superior, o ser nombrado o elegido para un cargo público que imposibilite asistir al trabajo. La duración de la excedencia es mientras dure el ejercicio del cargo. Se mantiene el puesto de trabajo y computa a efectos de antigüedad.[4]

### Excedencias pactadas
- Suspensión por mutuo acuerdo. Esta excedencia se produce cuando el empresario y trabajador pueden pactar, al firmar el contrato o después, la suspensión temporal de este en las condiciones y plazos que decidan. La duración de la excedencia está sujeta al acuerdo entre las partes. El periodo de excedencia no computa a efectos de cotizaciones; el resto de condiciones, incluido el reingreso automático o no, dependen del pacto.

## Legislación laboral de las excedencias
En España, el artículo 46 del Estatuto de los trabajadores regula la concesión de las excedencias laborales en los términos siguientes:

Artículo 46. Estatuto de los trabajadores. Excedencias.
- 1. La excedencia podrá ser voluntaria o forzosa. La forzosa, que dará derecho a la conservación del puesto y al cómputo de la antigüedad de su vigencia, se concederá por la designación o elección para un cargo público que imposibilite la asistencia al trabajo. El reingreso deberá ser solicitado dentro del mes siguiente al cese en el cargo público.

- 2.  El trabajador con al menos una antigüedad en la empresa de un año tiene derecho a que se le reconozca la posibilidad de situarse en excedencia voluntaria por un plazo no menor a cuatro meses y no mayor a cinco años. Este derecho sólo podrá ser ejercitado otra vez por el mismo trabajador si han transcurrido cuatro años desde el final de la anterior excedencia.

- 3.  Los trabajadores tendrán derecho a un período de excedencia de duración no superior a tres años para atender al cuidado de cada hijo, tanto cuando lo sea por naturaleza, como por adopción, o en los supuestos de acogimiento, tanto permanente como preadoptivo, aunque éstos sean provisionales, a contar desde la fecha de nacimiento o, en su caso, de la resolución judicial o administrativa.

- También tendrán derecho a un período de excedencia, de duración no superior a dos años, salvo que se establezca una duración mayor por negociación colectiva, los trabajadores para atender al cuidado de un familiar hasta el segundo grado de consanguinidad o afinidad, que por razones de edad, accidente, enfermedad o discapacidad no pueda valerse por sí mismo, y no desempeñe actividad retribuida.

- La excedencia contemplada en el presente apartado, cuyo periodo de duración podrá disfrutarse de forma fraccionada, constituye un derecho individual de los trabajadores, hombres o mujeres. No obstante, si dos o más trabajadores de la misma empresa generasen este derecho por el mismo sujeto causante, el empresario podrá limitar su ejercicio simultáneo por razones justificadas de funcionamiento de la empresa.

- Cuando un nuevo sujeto causante diera derecho a un nuevo periodo de excedencia, el inicio de la misma dará fin al que, en su caso, se viniera disfrutando.

El período en que el trabajador permanezca en situación de excedencia conforme a lo establecido en este artículo será computable a efectos de antigüedad y el trabajador tendrá derecho a la asistencia a cursos de formación profesional, a cuya participación deberá ser convocado por el empresario, especialmente con ocasión de su reincorporación. Durante el primer año tendrá derecho a la reserva de su puesto de trabajo. Transcurrido dicho plazo, la reserva quedará referida a un puesto de trabajo del mismo grupo profesional o categoría equivalente.
- No obstante, cuando el trabajador forme parte de una familia que tenga reconocida oficialmente la condición de familia numerosa, la reserva de su puesto de trabajo se extenderá hasta un máximo de 15 meses cuando se trate de una familia numerosa de categoría general, y hasta un máximo de 18 meses si se trata de categoría especial.

- 4. Asimismo podrán solicitar su paso a la situación de excedencia en la empresa los trabajadores que ejerzan funciones sindicales de ámbito provincial o superior mientras dure el ejercicio de su cargo representativo.

- 5. El trabajador excedente conserva sólo un derecho preferente al reingreso en las vacantes de igual o similar categoría a la suya que hubiera o se produjeran en la empresa.

- 6. La situación de excedencia podrá extenderse a otros supuestos colectivamente acordados, con el régimen y los efectos que allí se prevean.